# Anna Quinquaud
Anna Quinquaud (París, 5 de marzo de 1890 - Fontenay-Trésigny, 1894) fue una escultora y etnógrafa francesa.

## Biografía
Anna Quinquaud era hija del doctor y académico Charles Eugène Quinquaud y de Thérèse Caillaux, escultora, alumna de Rodin.
En 1924, obtuvo el segundo Premio de Roma en escultura.
En 1925, en vez de desplazarse a la Villa Médicis de Roma, se embarcó a África. En este viaje que duró dos años recorrió entre otros países Mauritania, Senegal y Sudán, remontando el río Níger. Realizó muchas esculturas basadas en sus numerosos viajes que le llevaron también a Etiopía.
En 1946 fue la primera mujer admitida en la Academia Francesa de Ciencias de Ultramar.

## Obras

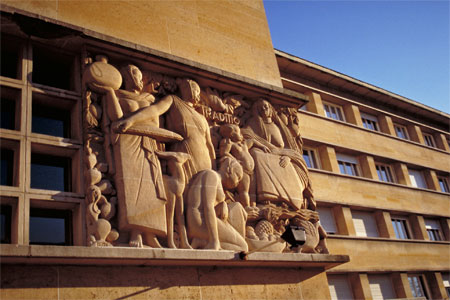
Fachada de la Residencia Lucien Paye, en la Ciudad internacional universitaria de París.

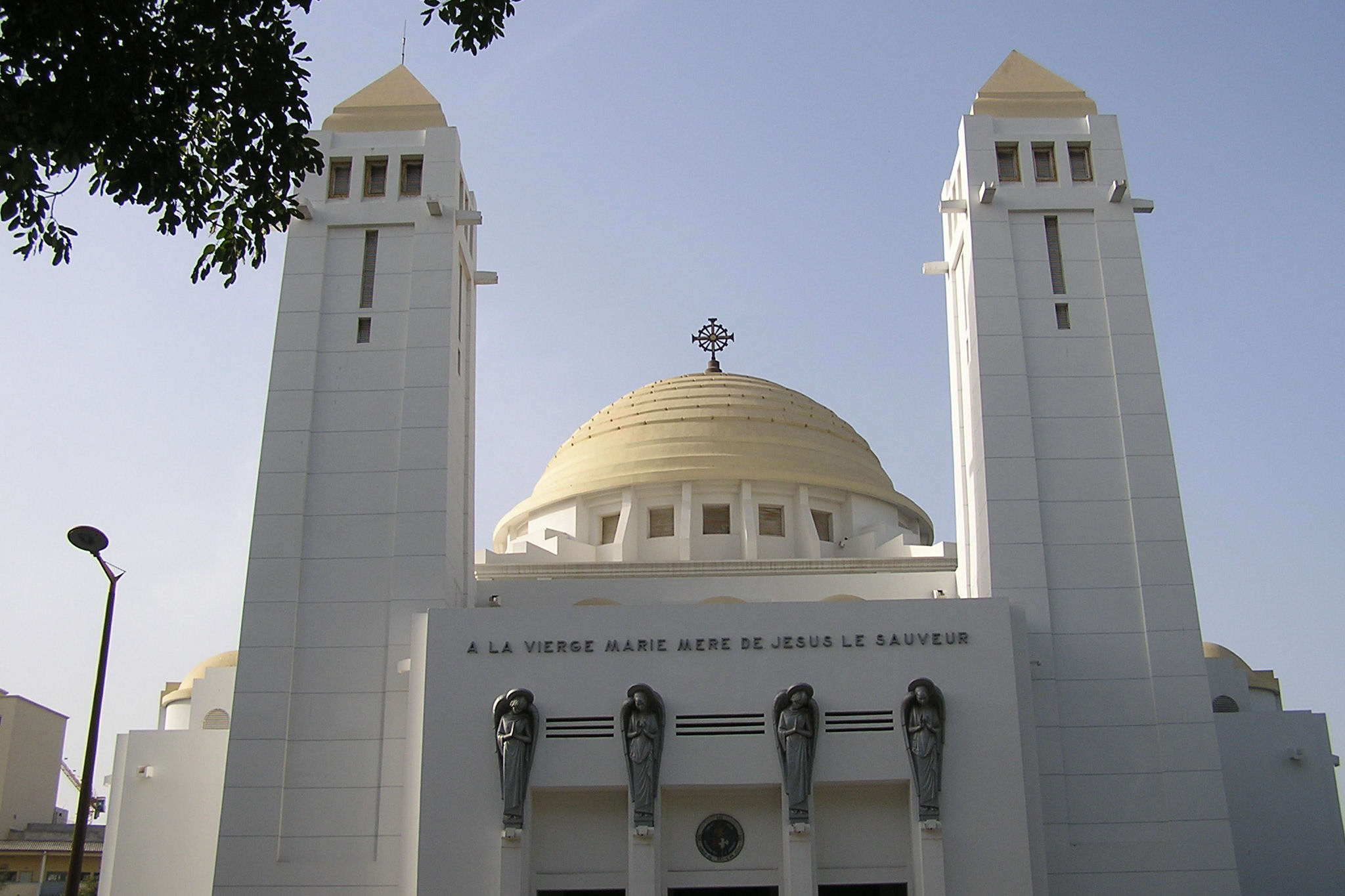
Ángeles de la fachada de la Catedral de Dakar, en Senegal.

Entre las mejores y más conocidas obras de Anna Quinquaud se incluyen las siguientes:
- Composición cubista, escultura, bajorrelieve de yeso con policromía. La obra fue adquirida en subasta pública en el año 1983, cuando al fallecimiento de la escultora se vendieron algunas piezas de su estudio. Se conserva en el Museo de la villa de Mont-de-Marsan, museo Despiau Wlérick.[7]
- Indochina - L'Indochine, bajorrelieve, encargado para la Exposición Internacional de 1937, la obra en piedra adorna la entrada del museo de escultura comparada en el Palacio de Chaillot. Un modelo de la escultura, adquirido en 1983 y proveniente del estudio de la artista, se conserva en el museo Despiau Wlérick de Mont-de-Marsan.[8]
- Mujer mora - Femme Maure, escultura en bulto redondo de piedra, fue realizada hacia 1937; retrata a una mujer cubierta de telas que sólo muestra el rostro y la mano derecha que sostiene un cuenco. La obra fue instalada en el espacio central exterior del Museo de Arte Moderno de la Ciudad de París para la exposición de 1937.[9] Hace pareja con otra de Pierre Vigoureux.[10]
- Mujer Hova - Femme hova, escultura, Museo del muelle Branly.[11] Se trata de un busto tallado. Resulta interesante la forma en que el bloque, de base rectangular conserva su forma de prisma a modo de columna hasta la talla figurativa. Retrata el busto de una mujer Hova con el pelo recogido. Los Hova, son la gente común dentro de la etnia Merina de Madagascar, aunque los franceses atribuyen el nombre Hova a toda la etnia Merina, formada por los andriana– aristocracia, los hova– gente común y los andevo– esclavos.[12]
- Bajorrelieves de la fachada de la residencia Lucien Paye, diseñada por Albert Laprade, en la Ciudad internacional universitaria de París (Pabellón de Francia en el extranjero en el momento de su construcción).[13][2][14]

- Cuatro ángeles cariátides en la fachada de la Catedral de Dakar, Senegal[15]
- "Recolectoras de arroz", relieve para el ayuntamiento de Antananarivo, Madagascar[16]

## Curiosidades
Una de sus esculturas, titulada "Maternidad de Antaisaka", que representa a una mujer llevando a su hijo atado a la espalda fue reproducida en un sello de Madagascar. El sello grabado por Raoul Serres, fue emitido por el gobierno de Vichy de Francia el 6 de junio de 1942, pero nunca fue puesto a la venta en Madagascar. La escultura, modelo para la manufactura de cerámicas de Sevres, fue subastada por Christie's en 1999.

## Exposiciones
Su obra pudo verse en el Museo de los Años Treinta de mayo a octubre de 2011, presentada bajo el título " Sculpture’Elles"; una muestra de esculturas de diferentes autoras coordinada por Anne Rivière.